# Bundesstraße 280
Die Bundesstraße 280 war eine deutsche Bundesstraße in Thüringen und führte von Meiningen nach Zella-Mehlis. Sie ist durch die Inbetriebnahme der A 71 ersetzt worden.
Von Meiningen bis zum Abzweig nach Kühndorf in Richtung Autobahnanschlussstelle Meiningen-Nord der A 71 wurde die B 280 zur B 19 sowie zwischen Benshausen und Zella-Mehlis zur B 62. Das Teilstück zwischen Benshausen und Schwarza wurde zur K 580 abgestuft. Das Teilstück zwischen Schwarza und Abzweig Rohr wurde zur L 1131 abgestuft, die von dort aus weiter nach Rohr führt. Das dritte Teilstück zwischen Abzweig Rohr nach Kühndorf, bis zur Einmündung in die B 19 vor Meiningen trägt die Bezeichnung K 581. 

## Streckenverlauf
- Meiningen
- Kühndorf
- Schwarza
- Ebertshausen
- Benshausen
- Zella-Mehlis